# Mucirama
Das Mucirama (Museo Civico Raffaele Marrocco) ist ein Museum der Stadt Piedimonte Matese in der Region Kampanien (Italien).

## Das Museum
Das Mucirama befindet sich im ehemaligen Komplex des Klosters San Tommaso D’Aquin aus dem Jahr 1934, welches auf Geheiß von Sveva Sanseverino erbaut wurde und als Schutz für Bedürftige und Pilger diente, welche durch den Orden der Dominikaner betreut wurden.
Der Struktur kamen im Laufe der Jahrhunderte verschiedene Verwendungen zu: zunächst als Kloster, anschließend als Garnison der bourbonischen Armee, bevor das Gebäude als Schule und schließlich seit 1927 als Museum genutzt wurde.
Das Museum ist in zwei verschiedene Bereiche unterteilt:
Im Erdgeschoss befindet sich der Kreuzgang, der im späten 16. und 17. Jahrhundert eingerichtet wurde, und mit Fresken versehen wurde. Es handelt sich um eine Darstellung in der Mode der späten Renaissance, inspiriert von den Verzierungen der Gebäude des alten Rom.
Die grotesken Elemente bestehen aus einer Kombination von menschlichen oder tierischen Figuren, fantastischen oder monströsen Ranken mit Pflanzenmotiven und geometrischen Formen, die miteinander verflochten sind.
Im Erdgeschoss befindet sich ebenfalls eine epigraphische Sammlung.

## Bibliothek
Die Bibliothek des Museums ist aus Stiftungen von Bürgern der Stadt hervorgegangen. Geordnet und inventarisiert wurde sie vom Gründer und ersten Direktor des Museums, Raffaele Marrocco.
Die Sammlung enthält u. a. Dokumente auf Pergament vom 13. bis zum 15. Jahrhundert, Manuskripte und frühe Drucke, musikalische Autographen und Urkunden.

## Archäologische Abteilung
Über den Kreuzgang ist die Dauerausstellung „Gens Fortissima Italiae“ zur Vorgeschichte und Archäologie zugänglich. Die ausgestellten Objekte umfassen die Zeitspanne von der Vorgeschichte bis zu den Samniten. 
Zu den bedeutendsten Artefakten zählt die Votivstatue des „Corridore del Monte Cila“ (= der Läufer vom Monte Cila), eine Bronzestatuette, die 1928 in Piedimonte Matese ausgegraben wurde. Sie stellt einen jugendlichen Athleten mit einem zum Kreis geschlossenen Band in der rechten Hand dar.

## Historische und kunstgeschichtliche Abteilung
Im 1. Stock des Museums wird die Sammlung „Raffaele Marrocco“ aufbewahrt. Sie umfasst Objekte und Kunstwerke, die die außerordentlich  reiche Stadtgeschichte dokumentieren. Gezeigt werden Gemälde, Skulpturen (Büsten), Keramik, Puppen, Münzen und Waffen sowie Fossilien aus der Gegend. Die Sammlung, die immer noch stark von den Interessen des Gründers geprägt ist, und deren Unterbringung nicht mehr den neuesten Erkenntnissen der Museologie entspricht, ist bisher nur in Ansätzen wissenschaftlich erschlossen.

## Kataloge
- Dante B. Marocco: Pergamene e manoscritti del Museo Alifano . Piedimonte Matese 1963. (Quaderni di cultura del Museo Alifano.)

Verzeichnis der frühen Manuskripte und Pergamente.
- Mario Nassa: Catalogo del Museo Alifano. Parte 1. Oggetti di antichità. Piedimonte Matese: Associazione storica del Medio Volturno, 1997. (Quaderni. 23.)